# 日南市立鵜戸小中学校
日南市立鵜戸小中学校（にちなんしりつ うどしょうちゅうがっこう）は、宮崎県日南市大字宮浦にある公立の小中一貫校。愛称は「潮風の杜　鵜戸小中学校」。
2011年（平成23年）4月に、日南市立の小学校2校（鵜戸・潮）、中学校1校（鵜戸）を統合の上、小中一貫教育を開始した。校地・校舎は鵜戸中学校校舎に集約された。
日南市内では、日南市立北郷小中学校（2009年）に次ぎ、2番目に設置された小中一貫校である。

## 概要
歴史
2011年（平成23年）4月より、小中一貫教育を開始。2021年（令和3年）に創立10周年を迎えた。
校章
校名にちなみ、「鵜」と月桂樹を組み合わせたものを背景にして、中央に校名のローマ字表記である「UDO」を配している。
校歌
歌詞は3番まであり、各番の歌詞中に校名の「鵜戸」が登場する。
通学区域
「大浦・小吹毛井・鵜戸・宮浦・小目井・富土・富土河内・伊比井・伊比井河内・鶯巣」

## 沿革

### 小学校
旧・鵜戸小学校
- 1873年（明治6年）- 「吹毛井小学校」として創立。
- 1881年（明治14年）- 大浦分校を設置。
- 1885年（明治18年）- 王子前に移転。
- 1887年（明治20年）- 小学校令施行により、簡易科（3年制）を設置の上、「簡易吹毛井小学校」に改称。
- 1889年（明治22年）5月1日 - 町村制施行により、南那珂郡3村（宮浦・伊比井・富土）が合併の上、「鵜戸村」が発足。
- 1890年（明治23年）- 尋常科（4年制）を設置の上、「尋常吹毛井小学校」に改称。
- 1892年（明治25年）4月 - 「吹毛井尋常小学校」に改称。
- 1901年（明治34年）- 「鵜戸尋常小学校」に改称。
- 1903年（明治36年）- 高等科を併置の上、「鵜戸尋常高等小学校」に改称。
- 1908年（明治41年）4月 - 改正小学校令により、尋常科（義務教育年限）が4年制から6年制に改められる。旧高等科1年を尋常科5年に、旧高等科2年を尋常科6年に、旧高等科3年を高等科1年に、旧高等科4年を高等科2年に改める。
- 1910年（明治43年）- 最終所在地に移転を完了。
- 1914年（大正3年）- 宮浦分校を設置。
- 時期不詳 - 「第一鵜戸尋常高等小学校」に改称。
- 時期不詳（昭和） - 宮浦分校が独立。
- 1941年（昭和16年）4月1日 - 国民学校令施行により、「鵜戸村第一鵜戸国民学校」に改称。尋常科を初等科に改める。
- 1947年（昭和22年）4月1日 - 学制改革により、新制小学校「鵜戸村立第一鵜戸小学校」に改組・改称。
- 1950年（昭和25年）4月1日 - 「鵜戸村立鵜戸南部小学校」に改称。
- 1955年（昭和30年）2月11日 - 「日南市立鵜戸小学校」に改称。
- 1970年（昭和45年）4月1日 - 日南市立宮浦小学校を統合。
- 2011年（平成23年）
  - 2月27日 - 閉校式を挙行。
  - 3月31日 - 閉校。
    - 最終所在地 - 宮崎県日南市大字宮浦4708番地
    - 校章 - 鵜と月桂樹を組み合わせたものを背景にして、中央に校名の頭文字である「鵜」を配している。
    - 校歌 - 作詞は黒木清次、作曲は海老原直による。歌詞は3番まである。

旧・宮浦小学校（みやうら）
- 1914年（大正3年）- 「鵜戸尋常高等小学校 宮浦分校」が設置される。
- 時期不詳（昭和） - 「第三鵜戸尋常高等小学校」として独立。
- 1941年（昭和16年）4月1日 - 国民学校令施行により、「鵜戸村第三鵜戸国民学校」に改称。尋常科を初等科に改める。
- 1947年（昭和22年）4月1日 - 学制改革により、新制小学校「鵜戸村立第三鵜戸小学校」に改組・改称。
- 1950年（昭和25年）4月1日 - 「鵜戸村立鵜戸中部小学校」に改称。
- 1955年（昭和30年）2月11日 - 「日南市立宮浦小学校」に改称。
- 1970年（昭和45年）3月31日 - 日南市立鵜戸小学校への統合により、閉校。

旧・潮小学校（うしお）
- 明治20年代 - 創立。
- 時期不詳 - 「第二鵜戸尋常高等小学校」に改称。
- 1941年（昭和16年）4月1日 - 国民学校令施行により、「鵜戸村第二鵜戸国民学校」に改称。尋常科を初等科に改める。
- 1947年（昭和22年）4月1日 - 学制改革により、新制小学校「鵜戸村立第二鵜戸小学校」に改組・改称。
- 1950年（昭和25年）4月1日 - 「鵜戸村立鵜戸北部小学校」に改称。
- 1955年（昭和30年）2月11日 - 「日南市立潮小学校」に改称。
- 2011年（平成23年）
  - 2月20日 - 閉校式を挙行。
  - 3月31日 - 閉校。
    - 最終所在地 - 宮崎県日南市富土4028番地4
    - 校章 - 海の波を背景にして、中央に校名の「潮」の文字を配している。
    - 校歌 - 歌詞中に校名の「潮」が登場する。

### 中学校
- 1947年（昭和22年）
  - 4月30日 - 新制中学校「鵜戸村立鵜戸中学校」の設置が認可される。
  - 5月8日 - 新制中学校「鵜戸村立鵜戸中学校」が開校。
- 1955年（昭和30年）2月11日 - 「日南市立鵜戸中学校」に改称。

### 小中一貫校
- 2011年（平成23年）
  - 4月1日 - 鵜戸小学校と鵜戸中学校が統合し、小中一貫教育校として、開校（小学部児童数37名・中学部生徒数24名）。鵜戸中学校の校地・校舎を継承。
  - 4月12日 - 開校式並びに第1回小中合同入学式挙行。
- 2012年（平成24年）
  - 2月5日 - 第1回立志式（中学部）並びに校章・学園歌発表会、青少年の声を聴き励ます会開催。
  - 3月16日 - 第1回卒業式挙行。最初の卒業生は、6年生児童（小学部）5名と9年生生徒（中学部）10名の計15名。
- 2021年（令和3年）11月14日 - 10周年記念行事を開催。

## 交通
最寄りの鉄道駅
- JR九州 日南線 「油津駅」

最寄りのバス停留所
- 宮崎交通バス「鵜戸小中学校前」バス停下車後、徒歩約250m・約4分。
  - 宮崎空港から、上述の路線バスで55分。
  - JR九州 日豊本線 「宮崎駅」から路線バスで1時間21分。
  - JR九州 日豊本線 「油津駅」から油津待合所まで徒歩移動し、油津待合所から路線バスで27分～29分。

最寄りの幹線道路
- 国道220号（日南海岸ロードパーク）

## 周辺
- はまゆう農業協同組合鵜戸支所
- 日南市立宮浦保育所 - 進級前保育所のひとつ
- 宮浦川